# Israel Gerson
Israel Gerson (* 6. Februar 1786; † 13. Mai 1872 in Hamm) war ein Kaufmann jüdischen Glaubens aus Hamm. Er machte sich durch großzügige Spenden an die jüdische Gemeinde einen Namen. So trat er 1842 als einer der Käufer eines Grundstücks auf, das 1865 an die Gemeinde übereignet wurde. Diese Schenkung ermöglichte die Einrichtung einer jüdischen Schule ab dem Jahre 1846 und später den Bau der Synagoge Hamm (1868).

## Familie
Die Ehefrau von Israel Gerson hieß Minna Hahlo (1794–1886).

## Leben
Israel Gerson betrieb zusammen mit seinem Bruder Isaak Gerson eine Manufacturwarenhandlung. Diese befand sich in dem Haus auf der Oststraße 20 (damals: Nro 50), das die Gebrüder Joseph Gerson, Jacob Gerson, Isaac Gerson und Israel Gerson bereits 1809 von der verwitweten Frau Hofrätin Henriette Wehling geb. Bolberitz gekauft hatten. Das Gebäude ist nach dem Stadtbrand von 1730 in den Jahren 1732/33 durch Bürgermeister Moritz Fabricius errichtet worden.
Den Juden in Hamm wurde in der Zeit zwar noch keine vollständige Gleichberechtigung gewährt, dies geschah erst durch die preußische Verfassung von 1850. Doch war die jüdische Bevölkerung seit den napoleonischen Feldzügen und der zeitweiligen Eingliederung der Grafschaft Mark in der Großherzogtum Berg nicht mehr völlig von jedem Bürgerrecht abgeschnitten, so dass sie nun freier wirtschaften konnte als in den Jahrhunderten zuvor.
Dennoch scheiterte der Versuch, der jüdischen Gemeinde ein Grundstück für den Bau einer Synagoge zur Verfügung zu stellen, zunächst am fehlenden Korporationsrecht der Gemeinde. 1842 kaufte Israel Gerson zusammen mit Seligmann Bacharach, Elias Marks, Elias Spanier und Levi Stern das Haus an der Martin-Luther-Straße 5. Dieses konnte ab Juli 1846 mit Zustimmung der Bezirksregierung Arnsberg als jüdische Schule zur Verfügung gestellt werden. Die Übertragung zu Eigentum der Gemeinde gelang jedoch erst im Jahre 1866. Erst zu diesem Zeitpunkt hatten sich die Behörden hinreichend mit den neuen Bestimmungen der preußischen Verfassung vertraut gemacht, die der jüdischen Gemeinde nunmehr das volle Korporationsrecht einräumte. Am 12. September 1966 wurde die Schenkung bestätigt. Die Gemeinde konnte nun endlich mit den Planungen für den bereits 1855 beschlossenen Neubau ihrer Synagoge beginnen, der 1868 in die Praxis umgesetzt wurde.
Als Israel Gerson vier Jahre nach Errichtung der Synagoge starb, wurde er auf dem jüdischen Teil des Ostenfriedhof beigesetzt. Sein Grab ist dort heute noch zu besichtigen.